# Добропольеуголь
Добропольеуголь-добыча (укр. Добропіллявугілля-видобуток) — одно из крупнейших угледобывающих предприятий Украины, включающее пять шахт на северо-западе Донецкой области. Компания образована путём возврата из аренды ДТЭК в 2021 году комплекса ДЭТК «Добропольеуголь» (образована в 2011г, ликвидирована 25 января 2021г.)

## Производственная деятельность
Добыча «ДТЭК Добропольеуголь» в 2011 году составила 3 265,3 тыс. т угля, из которых 2 945,7 тыс. т — энергетический, остальное — коксующийся. По объёмам добычи в 2011 г. предприятие заняло седьмое место на Украине (около 4 % общеукраинской добычи). Себестоимость тонны рядового угля, добытого в 2011 году на шахтах объединения, составила 393 грн., что позволило войти в пятерку шахт Украины с самой низкой себестоимостью.
Пятилетняя инвестиционная программа «ДТЭК Добропольеуголь» включает около 2 млрд грн. (фактические инвестиции в 2011 г. составили 450 млн грн.). В планах до 2015 г. — увеличение годовой добычи угля до 5,2 млн т и снижение коэффициента травматизма вдвое.
Балансовые запасы угля в недрах района оценены в 3,7 млрд т, из которых около 60 % могут быть использованы для коксования. При существующем на сегодня уровне добычи запасов региона достаточно на более чем 500 лет работы.
Фактически на конец 2011 г. промышленные запасы угля «ДТЭК Добропольеуголь» составляли 369,5 млн т, которых хватит на 95 лет работы. Все шахты, входящие в «ДТЭК Добропольеуголь», обеспечены достаточным количеством разведанных запасов, практически на каждой из них есть резервные пласты или целые блоки, которые могут быть переданы шахтам, вследствие чего их срок службы может быть значительно увеличен.
В соответствии с принципами вертикальной интеграции, уголь «ДТЭК Добропольеуголь» в основном поставляется на собственные электростанции ДТЭК: на Зуевскую и Кураховскую ТЭС, Ладыжинскую и Бурштынскую ТЭС, Запорожскую ТЭС. Кроме того, продукция предприятия направляется на коксохимические предприятия Украины, собственные нужды и социальные программы (в том числе отопление городов и поселков).

## Подразделения предприятия
В объединение входят 5 шахт:
- Шахта «Алмазная»
- Шахта «Белицкая»
- Шахта «Добропольская»
- Шахта «Новодонецкая»
- Шахта «Пионер»

Кроме того, в состав предприятия входит ремонтно-механический завод, шахтостроительное управление № 4, «Добропольеуглекомплект», «Добропольеуглебытснаб», РСУ, узел производственно-технической связи, энергоучасток, управление технического контроля качества угля и стандартов, управление по гашению, профилактике породных отвалов и рекультивации земель, управление социальной сферы, участок подсобных хозяйств.

## История
В 1999 году шахта «Красноармейская» была закрыта согласно программе ликвидации неперспективных шахт. Однако в 2008 году шахта была приобретена ООО «Техинновация» (входит в НПО «Механик») и переименована в «Свято-Покровскую».
В 2008 году шахта «Белозерская» была передана в аренду обществу с дополнительной ответственностью «Шахта „Белозерская“» и выведена из состава «Добропольеуголь». В 2012 году, уже после передачи в концессию других шахт «Добропольеуголь», 95,4 % акций ОДО «Шахта „Белозерская“» были приобретены ДТЭК. Таким образом, произошло фактическое восстановление угольного объединения.
В настоящее время 5 шахт «Добропольеуголь-добыча» входят в состав шахтоуправлений «Добропольское» (ш. «Алмазная»,ш "Белицкая", ш. «Добропольская»), шахтоуправление «Новодонецкое» (ш. «Новодонецкая», ш. «Пионер».) По факту добыча угля на шахтах "Пионер" и "Белицкая" прекращена, работают поддерживающие жизнеспособность службы
На шахте «Новодонецкая» летом 2017 года произошёл выброс метана, пострадало 4 человек.